# Підгайчиківська сільська рада (Самбірський район)
Підгайчиківська сільська рада — орган місцевого самоврядування у Самбірському районі Львівської області. Адміністративний центр — село Підгайчики.

## Загальні відомості
Підгайчиківська сільська рада утворена в лютому 1940 року. Територією ради протікає річка Вишенька.

## Історія
Підгайчиківська сільська рада утворена в лютому 1940 року як Підгайчиківська; 1 серпня 1959 року об'єднана з Чайковецькою в одну Чайковецьку; у 1991-1992 роках рішенням Львівського облвиконкому утворена Підгайчиківська сільрада.

## Населені пункти
Сільській раді підпорядковані населені пункти:
- с. Підгайчики

## Склад ради
Рада складається з 16 депутатів та голови.

### Керівний склад попередніх скликань
| ПІБ                     | Основні відомості                                                                           | Дата обрання | Дата звільнення |
| ----------------------- | ------------------------------------------------------------------------------------------- | ------------ | --------------- |
| Стахів Наталія Осипівна | Сільський голова, 1979 року народження, освіта вища, Всеукраїнське об'єднання «Батьківщина» | 26.03.2006   | 31.10.2010      |
| Стахів Наталія Осипівна | Сільський голова, 1979 року народження, освіта вища, Всеукраїнське об'єднання «Батьківщина» | 31.10.2010   |                 |

Примітка: таблиця складена за даними джерела